# 米格尔·德·乌纳穆诺
米格尔·德·乌纳穆诺-胡戈（西班牙語：Miguel de Unamuno y Jugo，1864年9月29日—1936年12月31日）是一名西班牙作家、哲学家，98年一代（Generation of '98）代表作家。他是一个天主教徒。“那惊悸颤动不定的思想与吊诡冗长的文字表现，造成丰盈激情的诡论，也标示了他独特的风格。”

## 著作列表
小说：《迷雾》、《亚伯·桑切斯》，《殉教者圣曼奴埃尔·布埃诺》。
哲学论著：《生命的悲剧意识》（又译《生活的悲戚情感》。
诗集：《抒情十四行诗集》、《维拉斯克斯的基督》、《从富埃特本图拉到巴黎》、《流亡的谣曲》等。